# Hiperwentylacja
Hiperwentylacja – autonomiczna lub kontrolowana zwiększona wentylacja płuc:
- Znaczenie 1: Stan, w trakcie którego zwiększona ilość powietrza wnika do pęcherzyków płucnych (pobudzona wentylacja pęcherzykowa)[1], powodując zmniejszenie pCO2 (hipokapnia) i prowadząc do rozwoju zasadowicy (alkalozy) oddechowej.
- Znaczenie 2: Nieprawidłowy, przyspieszony lub pogłębiony oddech często stosowany jako badanie w kierunku padaczki[2].

## Etiologia
Hiperwentylacja może zostać wywołana przez:
1. działanie wzmożonych bodźców nerwowych (np. działanie zimna, stres psychologiczny, nerwica);
2. działanie toksyn lub alergenów na układ oddechowy (astma atopowa, zatrucia wziewne);
3. zmiany zwyrodnieniowe ośrodkowego układu nerwowego;
4. hipoksję;
5. ciążę – hiperwentylacja fizjologiczna jako efekt przystosowania układu oddechowego.

Możliwe jest również w bardzo łatwy sposób mechaniczne spowodowanie hiperwentylacji, także w sposób zamierzony przez chorego.

## Objawy
Obraz symptomatologiczny zależny jest od stopnia nasilenia hiperwentylacji. Mogą wystąpić: odrętwienie, mrowienie, tężyczka normokalcemiczna, bóle głowy i klatki piersiowej, nerwowość, lekkie otępienie, a nawet omdlenie.

## Zastosowanie
Niektórzy uważają, że hiperwentylacja zamierzona jest stosowana jako metoda terapeutyczna w rebirthingu. Sami rebirtherzy nie zgadzają się z tym tłumacząc, że hiperwentylacja zachodzi jedynie przy nieodpowiednim wykonywaniu techniki rebirthingu.
Hiperwentylacja często używana jest przez pływaków oraz nurków. Polega ona na wzięciu 3 głębokich oddechów. Usuwa to z płuc dwutlenek węgla i gazy ciężkie, które zalegają. Im większy wdech, tym więcej usuwanego jest pCO2 z płuc pływaków. Poprzez hiperwentylację przygotowuje się również pęcherzyki płucne nieco rozciągając je, przez co przy kolejnych wdechach są bardziej rozciągnięte i mogą nabrać więcej powietrza. Długotrwała wentylacja prowadzi do zwiększenia ilości powietrza wnikającego do pęcherzyków płucnych (pobudzona wentylacja pęcherzykowa), powodującej zmniejszenie pCO2 (hipokapnia) i prowadzi do rozwoju zasadowicy (alkalozy) oddechowej – zakłócenie równowagi kwasowo-zasadowej.
Hiperwentylacja jest również podstawą w technice oddechowej Wima Hofa.